# Euophrys fucata
Euophrys fucata är en spindelart som först beskrevs av Simon 1868.  Euophrys fucata ingår i släktet Euophrys och familjen hoppspindlar. Inga underarter finns listade i Catalogue of Life.